# Craibia brevicaudata
Craibia brevicaudata är en ärtväxtart som först beskrevs av Wilhelm Vatke, och fick sitt nu gällande namn av Stephen Troyte Dunn. Craibia brevicaudata ingår i släktet Craibia, och familjen ärtväxter.

## Underarter
Arten delas in i följande underarter:
- C. b. baptistarum
- C. b. brevicaudata
- C. b. burttii
- C. b. schliebenii